# Bernard Carr
Bernard J. Carr (ur. 23 maja 1949 w Essex) jest profesorem matematyki i astronomii na Queen Mary University of London (QMUL). Jego główne zainteresowania badawcze obejmują wszechświat, materię oraz ogólną teorię względności.

## Kariera
Ukończył studia licencjackie z matematyki w 1972 roku w Trinity College w Cambridge. Otrzymał doktorat w 1976 roku. Studiował teorię względności i kosmologię pod kierunkiem Stephena Hawkinga w Instytucie Astronomii w Cambridge. Pełnił funkcję profesora wizytującego na Uniwersytecie w Kioto, Uniwersytecie Tokijskim oraz w Fermi National Accelerator Laboratory. Jest autorem ponad dwustu artykułów naukowych, a jego monografia Cosmological Gravitational Waves zdobyła nagrodę Adams Essay Prize w 1985 roku.